# 第一（英国）师
第一（英国）师（1st (United Kingdom) Division）是英国陆军现役的一个步兵师。从1809年到现在，它多次解散、重建。最初，其名为第一师（1st Division），1814年解散前曾参加半岛战争，次年重建，参加滑铁卢战役。1818年英国军队撤离法国后解散。此后又在克里米亚战争、祖魯戰爭和第二次布尔战争中重建。 1902年，第一师再次重建，后参加第一次世界大战。第二次世界大战中，它作为第一步兵师（1st Infantry Division）参战。
战后，该师在犹太叛乱期间被部署到巴勒斯坦。1948年，英军全部撤离后，该师转移到的黎波里。随着埃及紧张局势的加剧，该师被转移到那里保卫苏伊士运河。直到1955年英国从苏伊士运河撤军，它才回到英国。该师于1960年6月30日解散，次日英国就在德国重组第一师（更名自第五师），作为駐萊茵河英國陸軍的一部分。1978年4月1日，该师改为第一装甲师（1st Armoured Division）。
第一装甲师参于了海湾战争，之后又回到德国。随着冷战的结束，英国政府重整军队，该师于1992年底解散。第二年，该师作为第一（英国）装甲师（1st (United Kingdom) Armoured Division）重建，参加了波斯尼亚的维和行动、伊拉克战争。2014年，该师从德国迁回英国，更名为第一（英国）师。

## 扩展阅读
- Wilson, Peter Liddell. . Viersen, Germany: 1st Armoured Division. 1985. OCLC 500105706.
- Wilson, Peter Liddell.  2nd. Herford, Germany: 1st Division. 1993. OCLC 29635235.